# Природњачки музеј у Лондону
Природњачки музеј у Лондону (енгл. Natural History Museum, London) је музеј природе који излаже широки спектар експоната из различитих области историје природе. Музеј је један од три велика музеја на улици Exhibition Road у Јужном Кенсингтону у Лондону поред Научног музеја и Музеја Викторије и Алберта, а највећи део музеја налази се у улици Кромвел.
У музеју се налазе експонати који покривају око 70 милиона врста живих и изумрлих биљних и животињских врста које су груписане у 5 главних колекција: ботаника, ентомологија, минералогија, палеонтологија, и зоологија. Музеј је светски признат истраживачки центар специјализиран у таксономији, идентификацији и конзервацији. Поседује различите збирке од научне и историјске важности, међу којима је и колекција врста коју је прикупио Чарлс Дарвин. Музеј је познат по изложби скелета диносауруса. Садржи и библиотеку са великм бројњм књига, часописа и уметничких колекција везане за рад и истраживање научних департмана.
До 1963. године, Природњачки музеј је био део Британског музеја. Након тога се издвијио као посебан музеј и задржао име Британски музеј (природна историја), иако је и тада био познат као Природњачки музеј. По броју посетиоца, Природњачки музеј заузима четврто место на листи најпосећенијих музеја на свету са забележених преко 4 милиона посета у 2009. години.
Као и други национални музеји у Уједињеном Краљевству који се финансирају из јавних фондова, Природњачки музеј не наплаћује улазницу. Музеј је ослобођена добротворна организација и ванресорно јавно тело под покровитељством Одељења за културу, медије и спорт. Принцеза од Велса је покровитељка музеја. У музеју има око 850 запослених. Две највеће стратешке групе су Група за јавно ангажовање и Група за науку.

## Историја

### Рани период
Колекција музеја потиче од збирке алстерског доктора Ханса Слоана који је дозволио да његове значајне збирке буду продате Британској Влади по цени која је била доста нижа од тржишне вредности у то време. Куповина је финансирана лутријом. У Слоановој колекцији биле су испресоване биљке и животињски и људски скелети. Збирка је првобитно, 1756, била смештена у кући Монтагу у Блумсберију где се налазио Британски музеј. Међутим, већина Слоанове колекције је нестала у првим деценијама 19. века, а Џорџ Шо, управник одељка зоологије, многе врсте је продао Краљевском колеџу у Сурџону. Његов наследник Елфорд Лич повремено је палио ломаче у доњим спратовима музеја. Музеј је имао велике проблеме да сачува постојеће збирке. Године 1833, Годишњи извештај наводи да од 5.500 инсеката наведених у Слоановом каталогу, ниједан није остао. Немоспособност одељења природне историје да сачувају своје примерке постала је озлоглашена. Трезор је одбио да му повери примерке прикупљене о трошку владе. Именовања особља била су оптерећена џентлменским фаворизовањем. Године 1862. нећакиња повереника музеја била је постављена за асистента на одељку ентомологије без обзира што није знала разлику између лептира и мољца.
Џон Едвард Греј се жалио на запослене и тврдио је да су многи ментално поремећени. Џорџ Шо је претио да ће нагазити на било коју шкољку која није у 12. издању Линејевог Systema Naturae; други је уклонио све етикете и регистрационе бројеве са ентомолошких кутија које је уредио ривал. Огромну колекцију конхолога Хјуа Каминга је набавио музеј, и Грејова супруга је носила отворене послужавнике преко дворишта у олуји: све етикете је ветар однео. За ту колекцију се каже да се никада није опоравила.
Главни библиотекар у то време био је Антонио Паници; његов презир према природњачким одељењима и према науци уопште био је потпун. Шира јавност није била охрабрена да посећује музејске изложбе природне историје. Године 1835, сер Хенри Елис је рекао изабраном комитету парламента да су ову политику у потпуности одобрили главни библиотекар и његове старије колеге.
Многе грешке његових претходника исправио је палеонтолог Ричард Овен који је радио као управник Британског музеја 1856. Његове промене у раду музеја су навеле Била Брајсон да напише да је Овен учинио да Природњачки музеј постане институција за свакога и да је променио очекивања људи за шта музеј служи. Овен је схватио да је природњачком делу Британског музеја потребно више места. Купљено је земљиште у Јужнем Хенсингтону и 1864. расписан је конкурс за дизајнирање новог музеја. Прихваћена је идеја Франциса Фовка, а скицу је урадио Алдред Вотерхаус. Радови су започели 1873, а завршени 1880. Нови музеј отворен је догодине, 1881. године. У овом простору се налезе Земљане галерије и Дарвинов центар.

### Одвајање од Британског музеја
Чак и након отварања Природњачког музеја као посебне институције, он је званично остао Департман Британског музеја и задржао име Британски Музеј (природна историја). Петиција за одвајање је потписана 1866. године, а 1963. је музеј коначно постао независан. Године 1992. је променио име у Природњачки музеј.

### Геолошки музеј
Године 1985, музеј се спојио са суседним Геолошким музејом Британског геолошког завода, који се дуго такмичио за ограничени простор доступан у тој области. Геолошки музеј је постао светски познат по изложбама укључујући модел активног вулкана и машину за земљотресе (коју је дизајнирао Џејмс Гарднер), а у њему је била и прва светска компјутерски побољшана изложба (Блага Земље). Музејске галерије су потпуно обновљене и поново покренуте 1996. године као Земаљске галерије, док су остале изложбе у Вотерхаус згради преименоване у Животне галерије. Минералошки прикази Природњачког музеја остају углавном непромењени као пример техника приказивања Вотерхаус зграде из 19. века.

### Дарвинов центар
Дарвинов центар је најновији центар у музеју, дизајниран делимично у модерном стилу и садржи најновију тенологију за чување вредних колекција. У том центру се налази колекција десетина милиона препарираних врста, а постоји и нови радни простор за музејски научни тим, као и нови модерни уређаји едукативног карактера за посетиоце. Дарвинов центар спада у најзначајније новоразвијене пројекте музеја. Први део центра садржи Департман за зоологију у ком се налазе колекције организама препарираних у алкохолу. Други део центра је изграђен 2008. године, а отворен за јавност годину дана касније. Изграђен је у облику гигантске гусенице и у њему су смештени одељци за ентомологију и ботаничке колекције пресованих биљака. 
Вероватно најпознатији експонат у Дарвиновом центру је гигантска лигња дугачка 8,62 метара, названа Архи (Archie), која је жива ухваћена у рибарску мрежу недалеко од Фолкландских Острва 2004. године.

## Најзначајнији експонати и изложбе
Једна од најпосећенијих и вероватно најпознатијих изложби је експонат познат као Дипи, реплика скелета диносауруса Diplodocus carnegii дугачка 32 метара постављена у Централној дворани. Творац овог експоната је Ендру Карнеги. Како се реч Дипи брзо ирила, Карнеги је платио да се копије скелета поставе широм европских престоница, као и у Латинској Америци, те је тако Дипи постао највиђенији диносаруски скелет на свету. Диносаурус је убрзо постао симбол музеја и појавио се у многим цртаним филмовима и другим врстама медија, попут Дизнијеве комедије Један од наших диносауруса је нестао (One of Our Dinosaurs Is Missing) из 1953. године. Након 112 година излагања у музеју, реплика диносауруса је уклоњена почетком 2017. да би је заменио стварни скелет младог плавог кита, 128 година стар скелет са надимком „Нада“. Дипи је кренуо у обилазак разних британских музеја почевши од 2018. и закључно са 2020. у Норвичкој катедрали.
Још један симбол музеја је модел скелета плавог кита. Скелет је дуг 25 метара и тежи 10 тона. Експонат је могао да буде изложен тек 1934. године, са изградњом нове хале само за тај експонат иако је он био у власништву музеја 42 године пре излагања. Пре него што је труп кита затворен, унутра је стављено неколико ноовчића, што је ускоро прерасло у легенду да је унутра постављена временска капсула. Експонат је потпуно завршен и постављен у новонаправљену халу 1938. године и у време отварања за јавност био је највећи модел животиње на свету дугачак 28,3 метара.

## Зоне
Музејске галерије подељене су у четири одељка:
Црвена зона
У овај одељак се може ући са улице Exhibition Road, из источне стране зграде. Зона је посвећена теми историје планете Земље. Одељак садржи већи број галерија:
- Лабораторија Земље
- Богатства Земље
- Најновије импресије
- Површина за одмор
- Земља данас и сутра
- Од почетка
- Унутрашња снага
- Визије земље

Зелена зона
- Птица
- Застрашујући гмизавци
- Екологија
- Фосили морских рептила
- Гигантска секвоја и Централна дворана
- Минерали
- Гробница
- Наше место у еволуцији
- Биљна снага
- Примати
- Истраживања

Плава зона
- Диносауруси
- Рибе, амфибије и рептили
- Биологија човека
- Бескичмењаци
- Сисари
- Сисари (плави кит)
- Природа уживо

Наранџаста зона
- Башта са дивљим животињама
- Дарвинов центар

## Галерија
- Природњачки музеј у Лондону
- Главна дворана Природњачког музеја
- Природњачки музеј отворен је сваког дана од 10h до 17.45h.
- Улаз у Природњачки музеј из улице Exhibition Road.
- Изложба скелетона.
- Ђаци у посети Природњачког музеја.
- Импозантна архитектура зграде Природњачког музеја.